# Pavel Horňák
Pavel Horňák (* 17. května 1968 Sokolov) je český právník a bývalý zpěvák z 80. let dvacátého století, který prodal přes půl milionu desek. V roce 2019 se stal soudcem Nejvyššího soudu České republiky.

## Životopis
Pavel Horňák se narodil 17. května 1968 v Sokolově a nemá žádné sourozence. Když mu byl rok, přestěhoval se s rodiči do Prahy. Ke zpěvu byl veden již od útlého dětství.
V 80. letech 20. století se Pavel Horňák proslavil s Františkem Janečkem se skupinou Kroky. Dále vystupoval např. s Michalem Davidem, Markétou Muchovou, Josefem Melenem, Arnoštem Pátkem či Milanem Dykem.
V roce 1991 zakončil studium právnické fakulty a získal titul magistra, později získal i titul doktora práv. Od roku 1997 pracoval jako odborný konzultant v Kanceláři Poslanecké sněmovny Parlamentu ČR. Roku 2005 se stal soudcem, zaměřeným na civilní agendu. Soudil u Obvodního soudu pro Prahu 2, později byl přeložen k Městskému soudu v Praze. V lednu 2019 se stal soudcem Nejvyššího soudu České republiky. Od 1. srpna 2020 je předsedou senátu občanskoprávního a obchodního kolegia Nejvyššího soudu České republiky.
Pavel Horňák se v září 1991 oženil a s manželkou Renatou (* 1966) má dceru Pavlínu (* 1992) a syna Jana (* 1998).

## Diskografie

### Alba
- 1986 – Dva roky prázdnin
- 1987 – Dívčí království
- 1989 – S tebou i bez tebe

### Účast na albech Kroků Františka Janečka
- 1985 – To se oslaví
- 1986 – Je to senzace
- 1988 – Po cestách růžových
- 1989 – Piknik

### Singly
Není-li uvedena druhá píseň, nebyl jejím interpretem Pavel Horňák.
- 1984 – „Škola v přírodě“ / „Kdo ví“
- 1984 – „To se oslaví“ (s Michalem Davidem a Markétou Muchovou)
- 1984 – „Já to zkrátka spískal“ / „To si piš“
- 1985 – „Sluníčko“
- 1985 – „Tričko“ / „Dva roky prázdnin“
- 1985 – „Jsme sehraní“ (duet s Michalem Davidem) / Kotě
- 1986 – „Zítra zavolej“ / „Maturitní ples“
- 1988 – „S tebou i bez tebe“
- 1989 – „Terč lásky“
- 1989 – „Nebudem jinačí“ / „Tvůj den“
- 1989 – „Stárneme“ / „Podnájem“

### Účast na jiných projektech
- 1992 – Želvy Ninja
- 1993 – Písničky pro Barbie